# Geslachtschromosoom
Een geslachtschromosoom, heterosoom, allosoom of idiochromosoom is een chromosoom dat mede voor de geslachtsbepaling zorgt. Hiervoor bestaan bij verschillende groepen organismen verschillende systemen.
De naam geslachtschromosoom is enigszins misleidend, aangezien weliswaar in de regel het geslacht markeren, maar er is nooit bewezen dat ze het geslacht bepalen.:51 De chromosomen zijn ook niet in hun geheel betrokken bij de geslachtsbepaling, maar slechts enkele genen, terwijl een aantal regulatorgenen die ook onderdeel zijn van de cascade voor geslachtsbepaling zich op de autosomen bevinden. Zoals Thomas Hunt Morgan al in 1915 stelde:
[...] until we get more definite information as to the existence of a single or of several factors for sex, and as to whether they are the same factors in the two types, and what the relation of F and M may be in hermaphroditic types, it is less inconsistent to use the symbols for the sex chromosomes as the symbols for the sex factors also, if it is at the same time recognized that the whole chromosome is not involved in determining sex.:93-94
Zoals bij veel fenotypische kenmerken is er niet slechts een enkel gen betrokken bij de geslachtsontwikkeling, maar is er sprake van polygenie – meerdere genen die een enkel fenotypisch kenmerk vormen – en pleiotropie – een enkel gen dat meerdere fenotypische kenmerken beïnvloedt. Genen die betrokken zijn bij de vroege menselijke geslachtsontwikkeling zijn onder meer::96
| Gen    | Locus                   | Activatie door | Samen met | Up-regulatie            | Down-regulatie    |
| ------ | ----------------------- | -------------- | --------- | ----------------------- | ----------------- |
| RSPO1  | 1p34.3                  |                | WNT4      | SRY, SOX9, eierstoken   | Teelballen        |
| WNT4   | 1p36.12                 |                | RSPO1     | Gangen van Müller       |                   |
| CTNNB1 | 3p22.1                  |                |           | Eierstokken             |                   |
| FOXL2  | 3q22.3                  |                |           | Eierstokken             |                   |
| GATA4  | 8p23.1                  |                |           | Teelballen              |                   |
| DMRT1  | 9p24.3                  |                |           | Teelballen, hersenen    |                   |
| WT1    | 11p13                   |                | SF1       | Teelballen              |                   |
| SF1    | 11q13.1                 |                | SRY, WT1  | SOX9, AMH               |                   |
| DHH    | 12q13.1                 |                |           | Teelballen              |                   |
| FGF9   | 13q12.11                | SOX9           |           | SOX9                    | WNT4              |
| SOX9   | 17q24.3                 | SRY en SF1     |           | WNT4, FOXL2, teelballen |                   |
| CBX2   | 17q25.3                 |                |           | SOX9, SF1, SRY, LHX9    |                   |
| AMH    | 19p13.3                 | SOX9           |           |                         | Gangen van Müller |
| DAX1   | Tussen Xp21.3 en Xp21.2 |                |           | Eierstokken             | Teelballen        |
| ARX    | Xp21.3                  |                |           | Teelballen, eierstokken |                   |
| SRY    | Yp11.2                  |                | SF1       | SOX9, teelballen        |                   |

Ook tijdens de latere geslachtsontwikkeling zijn er de nodige genen betrokken die zich niet op de geslachtschromosomen bevinden.

## XY
Bij onder meer de meeste zoogdieren, waaronder de mens, en sommige insecten wordt het XY-systeem gebruikt, waarbij vrouwtjes twee X-chromosomen hebben en mannetjes een X- en een Y-chromosoom.

## WZ
Onder andere vogels en sommige insecten en vissen gebruiken een omgekeerd systeem, waarbij mannetjes twee identieke chromosomen hebben en wijfjes twee verschillende. De identieke chromosomen heten Z-chromosomen, en het andere chromosoom heet W-chromosoom.

## X0
Nog weer andere insecten gebruiken het X0-systeem, waarbij vrouwtjes twee X-chromosomen hebben en mannetjes maar een. Dit is eigenlijk een variant van het XY-systeem, waarbij het Y-chromosoom geheel ontbreekt. Sommige dieren, waaronder Caenorhabditis elegans, gebruiken een variant op dit systeem waarbij dieren met één X-chromosoom mannelijk zijn en dieren met twee X-chromosomen hermafrodiet.

## Haplo-diploïde
En sterk afwijkend systeem wordt gebruikt door insecten als bijen, het haplo-diploïde systeem. In dat geval zijn er geen specifieke geslachtschromosomen. Bij dit systeem hebben mannetjes slechts een van elk chromosoom (haploïde). Ze worden geboren uit onbevruchte eitjes. Vrouwtjes hebben een dubbel stel chromosomen (diploïde).

## Overige
Naast deze hoofdsystemen bestaat er nog een veelheid aan andere mechanismen voor de bepaling van de sekse, zoals bij Ellobius lutescens en Tokudaia tokunoshimensis.

## Naamgeving
Hoewel de term sex chromosomes in 1906 gemunt werd door Edmund Beecher Wilson, werd dit pas in de jaren 1920 wijder gebruikt.:23 Zijn andere voorstel lag ook in lijn met de rol van de chromosomen bij de geslachtsbepaling, want de term gonochromosoom had betrekking op de gonaden. Na de ontdekking van het X-chromosoom in 1890 werd aanvankelijk gesproken van het odd chromosome, het oneven chromosoom.
Aanvankelijk werd vooral voor benamingen gekozen die de nadruk legden op de ongelijke vorm van dit chromosomenpaar. Termen waren onder meer accessory chromosomes (1899), small chromosome (1899), chromosome spéciaux en chromosome spécial (1901), heterochromosomes (1904), idiochromosomes (1905), microchromosomes en microchromosomes en heterotropic chromosomes (1905), unpaired ordinary chromosomes en monosomes/diplosomes (1906) en supernumerary chromosomes (1908).
Vooral accessory chromosomes, heterochromosomes en idiochromosomes waren tot de jaren 1920 de meest gebruikte termen en de term geslachtschromosoom werd veelal vermeden om niet te doen voorkomen dat dit de enige eigenschap van het chromosomenpaar was, iets waar Thomas Harrison Montgomery Jr. tegen waarschuwde:
Maleness and femaleness would appear to be two modes of one process, the process of germ cell production, not radically different conditions. In other words, there is no valid reason to interpret sex as an immutable unit character resident in or presided over by particular chromosomes, and sorted out and distributed by Mendelian segregation with all the complex mechanisms of dominance and determiners; but rather as a growth, the result of a labile process which may be changed by a variety of influences.
Zo is er ook niet een specifiek chromosoom voor excretie en een voor locomotie:
He would be rash who would venture to claim that a particular chromosome determines excretion, another determines locomotion; yet these processes are relatively simple compared with that of sexuality, which some have contended may be controlled by a particular chromosome. The hypothesis is too naïve, it assumes too great simplicity of the cell, it tastes too strong of rigid predetermination.
Thomas Hunt Morgan was nog uitgesprokener over het toekennen van een al te binaire benadering:
it assumes a unit character that determines femaleness, but for this very reason it introduces an interpretation of sex that is extremely hypothetical. For, the unit character is no longer simply a quantitative factor but a special element that has the power of turning maleness into femaleness. It is an entirely imaginary factor and lacks observational evidence in its support.
There is no need to assume that X is the sex chromosome in the sense of carrying sex. [...] The physiology and the biology of the males offer much to contradict such a view of his composition. I should also object to the above conclusion on the general grounds that it refers a particular character to a single chromosome.:41-50
De geslachtschromosomen speelden echter een centrale rol in de chromosomale erfelijkheidstheorie en verkregen daardoor een eenzijdige status, alsof de genen op de chromosomen alleen betrekking hadden op het geslacht en alsof genen op de autosomen hier niet bij betrokken waren. Hoewel de onderzoekers vooral zochten naar geslachtsgebonden eigenschappen en niet zozeer naar geslachtsbepaling werd vanaf de jaren 1920-1930 dan ook vooral gesproken over geslachtschromosomen.:57-58